# NGC 4669
NGC 4669 (другие обозначения — UGC 7925, MCG 9-21-38, ZWG 270.18, PGC 42942) — спиральная галактика (Sb) в созвездии Большой Медведицы. Открыта Уильямом Гершелем в 1789 году.
За две ночи наблюдений, а именно 14 апреля 1789 и 2 апреля 1791 Гершель открыл суммарно 6 галактик, одной из которых была NGC 4669. При этом во вторую ночь координаты, найденные Гершелем, оказались с ошибками в 10—12 минут дуги к северу, поскольку тот ошибочно переписал координаты опорной звезды — Эты Большой Медведицы, относительно которой измерял положение галактик. Из-за того, что ошибочные координаты одной галактики практически совпали с верными координатами другой, Гершель решил, что открыл 5 галактик, а не 6. Это создало затруднения при составлении Нового общего каталога: в частности, в первой его редакции в 1888 году Джон Дрейер приписал открытие NGC 4669 Генриху Луи Д’Арре в 1866 году, а запись Гершеля об этой галактике отнёс к NGC 4675. В финальной редакции Нового общего каталога в 1912 году эта ошибка была исправлена.
Этот объект входит в число перечисленных в оригинальной редакции «Нового общего каталога».